# 三重薬品
三重薬品株式会社（みえやくひん）は、三重県津市丸の内養正町5-24に本社を置いていた医薬品・医療機器の卸売りを扱う企業である。武田薬品系医薬品卸。現在はメディセオ・パルタックホールディングスグループの一社「平成薬品」である。

## 概要
- 代表者：代表取締役社長 天ヶ瀬源次
- 資本金：3200万円

## 大株主
- 武田薬品工業 100%

## 沿革
- 1940年 - 10月23日、資本金10万円で岩下清一郎が三重県伊勢市に「三重薬業共販株式会社」設立
- 1944年 - 「三重薬業株式会社」に商号変更
- 1964年10月 - 「株式会社亀屋」を合併し「三重薬品株式会社」に商号変更
- 1990年4月1日 - 三重薬品、栢屋薬品（岐阜市）、小林薬業（名古屋市）の三社が合併し、平成薬品を成立

## 営業所
- 三重県：津市・四日市市・伊勢市・松阪市・上野市・尾鷲市・熊野市・鈴鹿市・桑名市

## 主な取引メーカー
- 武田薬品工業
- 大日本製薬
- 大塚製薬
- 山之内製薬
- 藤沢薬品工業
- 第一製薬
- 日本ケミファ